# خوان آنتونیو اوسادو
خوان آنتونیو اوسادو (انگلیسی: Juan Antonio Osado؛ زادهٔ ۷ اوت ۱۹۸۹) بازیکن فوتبال اهل اسپانیا است.
از باشگاه‌هایی که در آن بازی کرده‌است می‌توان به باشگاه فوتبال سابادل و باشگاه خیمناستیک تاراگونا اشاره کرد.